# Una cançó del passat
 Una cançó del passat (títol original en anglès: A love song for Bobby Long) és una pel·lícula estatunidenca de 2004, dirigida per Shainee Gabel i protagonitzada per John Travolta, Scarlett Johansson, Deborah Kara Unger, Gabriel Macht, Dane Rhodes. Ha estat doblada al català. La novaiorquesa Scarlett Johansson, la nova perla de Hollywood i John Travolta (Pulp Fiction), amb cabell blanc, alcoholitzat i panxa prominent. Els acompanyen Gabriel Match (Molt més que amics) i Deborah Kara Unger (The Game). La documentalista Shainee Gabel (Anthem) dirigeix i escriu "Una cançó del passat", títol original d'aquesta adaptació de la novel·la "Off Magazine Street", produïda el 2004 i amb la qual Scarlett Johansson va obtenir la nominació a la millor actriu als Globus d'Or.

## Argument
La vida de Bobby Long, antic professor d'universitat adorat pels seus alumnes s'esfondra després d'un greu esdeveniment i fuig a Nova Orleans amb el seu protegit, el biògraf Lawson Pines. Allà s'acomoden a la casa d'una amiga. D'altra banda, Purslane Hominy Will és una adolescent solitària que torna a la seva ciutat d'origen, Nova Orleans, després de rebre la notícia que la seva mare ha mort. Allà descobreix que la casa que li pertany està habitada per dos homes, Bobby i Lawson, amics de la seva mare, que fa temps van triar el camí equivocat. Els tres es veuran obligats a conviure en una llar desgavellada i Pursy descobrirà a través d'aquests individus com era la seva mare i alguna cosa més de la seva pròpia.

## Repartiment
- John Travolta..... Bobby Long
- Scarlett Johansson..... Purslane Will
- Gabriel Macht..... Lawson Pines
- Deborah Kara Unger..... Georgianna
- Clayne Crawford..... Lee

## Producció
La pel·lícula es va rodar en exteriors a Nova Orleans i Gretna, Louisiana.
La banda sonora inclou "Someday" de Los Lobos, "Bone" de Thalia Zedek, "Lonesome Blues" de Lonnie Pitchford, "Different Stars" i "Lie in the Sound" de Trespassers William, "All I Ask is Your Love" de Helen Humes, "Rising Son" de Big Bill Morganfield, "Praying Ground Blues" de Lightnin' Hopkins, "Blonde on Blonde" de Nada Surf, i la pista del títol, "A Love Song For Bobby Long" de Grayson Capps, que és fill de l'escriptor (Ronald Everett Capps) de la novel·la en què la pel·lícula està basada.
La pel·lícula va ser estrenada al Festival de Cinema de Venècia el setembre de 2004.

## Nominacions
- Globus d'Or a la millor actriu dramàtica 2005 per Scarlett Johansson